# Pilosocereus pentaedrophorus
Pilosocereus pentaedrophorus es una especie de planta fanerógama de la familia Cactaceae.

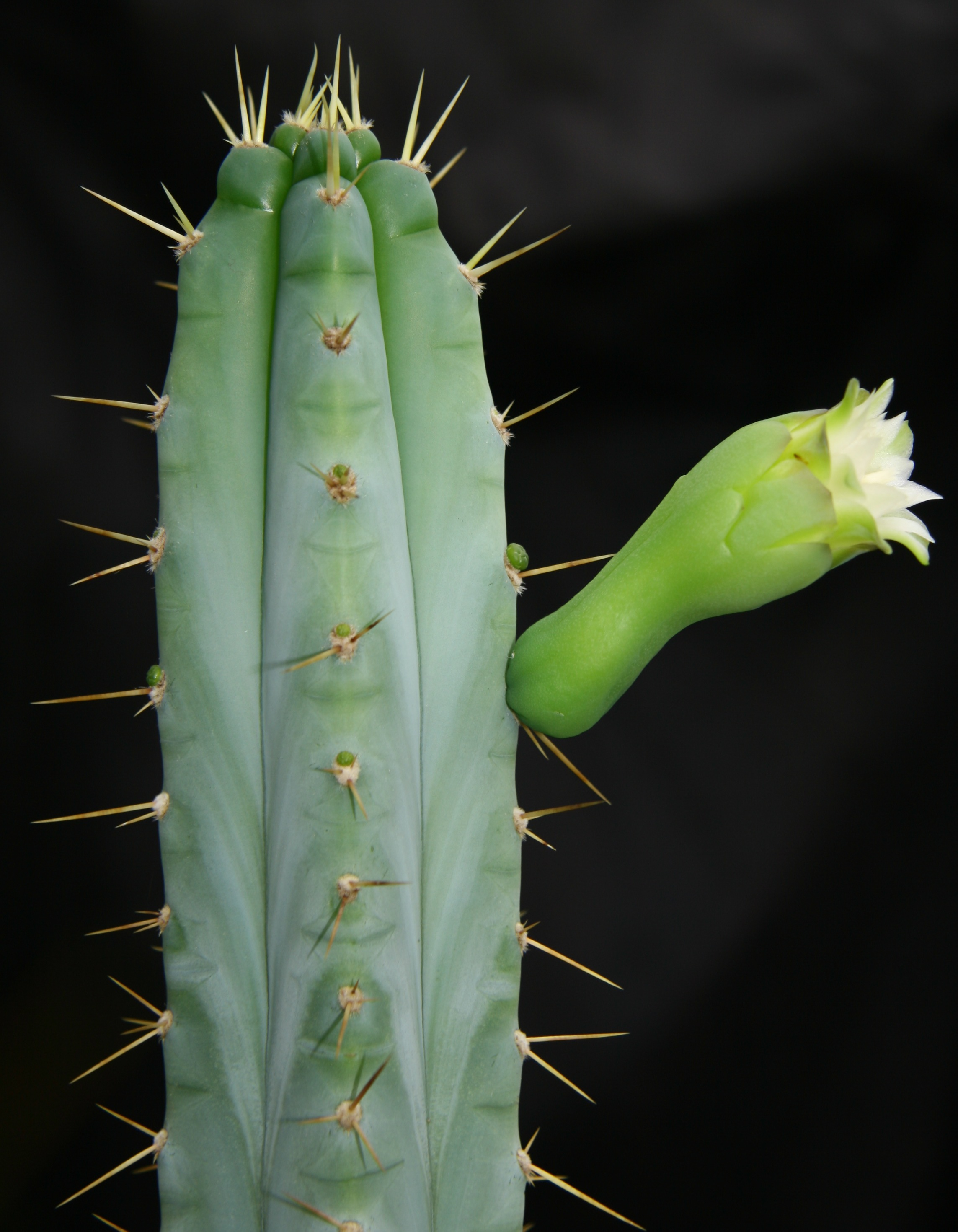
Vista de la planta

## Distribución
Es endémica de Bahía, Minas Gerais y Pernambuco en Brasil.  Es una especie rara en la vida silvestre. Esta especie se encuentra en al menos un área protegida, el Parque nacional Chapada Diamantina.

## Descripción
Pilosocereus pentaedrophorus crece en forma arbustiva o con estructura de árbol, está ramificada escasa para abundante y alcanza un tamaño de hasta 6 metros. El tallo en posición vertical o apoyado, de color glauco, azul verdoso, está lignificado y tienen diámetros de 3-7,5 centímetros. Tiene de 4 a 10 costillas con surcos transversales horizontales presentes. Las translúcidos espinas son de color marrón amarillento. Las hasta 3 espinas centrales, que también pueden estar ausentes, están ascendiendo o dobladas y miden de 1 a 2,6 centímetros de largo. Las 2-12 espinas radiales son extendidas de 4 a 20 milímetros de largo.  Las areolas se encuentran cerca de la punta de crecimiento y están repartidas en varias costillas. Las flores son de 3.5 a 5.5 centímetros de largo y tiene un diámetro de hasta 2,8 centímetros. Los frutos esféricos deprimidos alcanzan un diámetro de 2-3 centímetros, se desgarran por los lados y contienen una pulpa de color púrpura a magenta.

## Taxonomía
Pilosocereus pentaedrophorus fue descrita por (Labour.) Byles & G.D.Rowley y publicado en Cactus and Succulent Journal of Great Britain 19(3): 67. 1957.
Etimología
Pilosocereus: nombre genérico que deriva de la palabra  griega:
pilosus que significa "peludo" y Cereus un género de las cactáceas, en referencia a que es un Cereus peludo.
pentaedrophorus: epíteto latíno que significa "con cinco apoyos". 
Sinonimia
- Cereus pentaedrophorus
- Pilocereus pentaedrophorus
- Cephalocereus pentaedrophorus
- Pseudopilocereus pentaedrophorus